# La Missy sbagliata
La Missy sbagliata (The Wrong Missy) è un film del 2020 diretto da Tyler Spindel. 
La commedia, un originale Netflix, ha come protagonisti David Spade e Lauren Lapkus.

## Trama
Tim Morris, impiegato di successo, incontra Melissa, detta Missy, a un appuntamento al buio. Lui è abbastanza impacciato ed è alla ricerca della donna dei suoi sogni, lei è invece nevrotica quanto esuberante. L'appuntamento si rivela un disastro.
Poco tempo dopo, Tim si trova all'aeroporto e incontra per caso una donna, anche lei di nome Melissa, che sembra essere la donna della sua vita e tra i due scatta un bacio.
Tim decide di invitarla tramite un messaggio a un meeting aziendale alle Hawaii, ma si rende conto troppo tardi di aver sbagliato numero e si ritrova sull'aereo insieme all'altra Melissa, la Missy del primo appuntamento.
Da lì inizierà una serie di peripezie che portano ben presto l'uomo a pentirsi dell'errore commesso: a causa dei modi di fare di Missy, infatti, molte volte si trova a disagio con i presenti, oltre ad aver rischiato di essere sbranato da uno squalo. La ragazza, inoltre, arriva a distruggere il matrimonio di Winstone e le conseguenze si ripercuotono su Tim, quindi cerca di rimediare ipnotizzando il capo: tutte le volte che sentirà il nome di Tim egli esulta, in quanto gli ricorda sua nonna. Tim, così, riesce a ottenere un'importante promozione dal suo capo, privilegio che, prima dell'ipnosi, era ormai già stato assegnato alla bella Jess, anch'essa presente sull'isola. Inoltre, Winstone, ogni qualvolta senta pronunciare il nome Jess, reagirà con dei conati di vomito.
Tra Tim e Missy, così, comincia a formarsi un vero sentimento, e presto questi capisce di essersi innamorato di lei. Tuttavia, Jess, infuriata per non aver ricevuto la promozione, si insospettisce dei comportamenti di Missy, rivelandole che Tim in realtà avrebbe dovuto portarsi un'altra ragazza con sé su quell'isola. 
Tim non riesce a rivelare i sentimenti a Missy poiché quest'ultima ha deciso di andarsene dopo aver letto dei messaggi inviati all’altra Melissa. Proprio questa arriva in hotel subito dopo, invitata da Jess e, con il suo aiuto, si mette alla ricerca di Missy.
Tim, dopo inutili settimane nel tentativo di riappacificarsi con la ragazza, decide di scriverle in anonimato con l'idea di organizzare un nuovo appuntamento al buio. Durante l'incontro, Missy incontra Vanilla Ice pensando sia lui a scriverle, ma interviene Tim, che le dichiarerà il suo amore.

## Distribuzione
Il film è stato distribuito sulla piattaforma di streaming online Netflix a partire dal 13 maggio 2020.